# Erdevik
Erdevik (izvirno srbsko Ердевик) je naselje v Srbiji, ki upravno spada pod Občino Šid; slednja pa je del Sremskega upravnega okraja.

## Demografija
V naselju, katerega izvirno (srbsko-cirilično) ime je Ердевик, živi 2689 polnoletnih prebivalcev, pri čemer je njihova povprečna starost 42,3 let (40,0 pri moških in 44,6 pri ženskah). Naselje ima 1224 gospodinjstev, pri čemer je povprečno število članov na gospodinjstvo 2,71.
Prebivalstvo je večinoma nehomogeno, a v času zadnjih treh popisov je opazno zmanjšanje števila prebivalcev.
|  |

| Demografija | Demografija     | Demografija     |
| Leto        | Št. prebivalcev | Št. prebivalcev |
| ----------- | --------------- | --------------- |
|             |                 |                 |
| 1900        | 4613            |                 |
|             |                 |                 |
| 1931        | 5255            |                 |
| 1948        | 3863            |                 |
| 1953        | 4076            |                 |
| 1961        | 4499            |                 |
| 1971        | 4177            |                 |
| 1981        | 3758            |                 |
| 1991        | 3427            | 3360            |
| 2002        | 3425            | 3316            |
|             |                 |                 |

| Etnična sestava po popisu iz leta 2002 | Etnična sestava po popisu iz leta 2002 | Etnična sestava po popisu iz leta 2002 | Etnična sestava po popisu iz leta 2002 | Etnična sestava po popisu iz leta 2002 |
| -------------------------------------- | -------------------------------------- | -------------------------------------- | -------------------------------------- | -------------------------------------- |
| Srbi                                   | Srbi                                   |                                        | 2.007                                  | 60,52%                                 |
| Slovaki                                | Slovaki                                |                                        | 846                                    | 25,51%                                 |
| Hrvati                                 | Hrvati                                 |                                        | 134                                    | 4,04%                                  |
| Madžari                                | Madžari                                |                                        | 95                                     | 2,86%                                  |
| Jugoslovani                            | Jugoslovani                            |                                        | 75                                     | 2,26%                                  |
| Rusini                                 | Rusini                                 |                                        | 23                                     | 0,69%                                  |
| Črnogorci                              | Črnogorci                              |                                        | 5                                      | 0,15%                                  |
| Makedonci                              | Makedonci                              |                                        | 3                                      | 0,09%                                  |
| Slovenci                               | Slovenci                               |                                        | 2                                      | 0,06%                                  |
| Muslimani                              | Muslimani                              |                                        | 2                                      | 0,06%                                  |
| Rusi                                   | Rusi                                   |                                        | 1                                      | 0,03%                                  |
| Romuni                                 | Romuni                                 |                                        | 1                                      | 0,03%                                  |
| Romi                                   | Romi                                   |                                        | 1                                      | 0,03%                                  |
| Bošnjaki                               | Bošnjaki                               |                                        | 1                                      | 0,03%                                  |
| Neznano                                | Neznano                                |                                        | 78                                     | 2,35%                                  |